# Christian Ludwig zu Leiningen-Westerburg-Neuleiningen

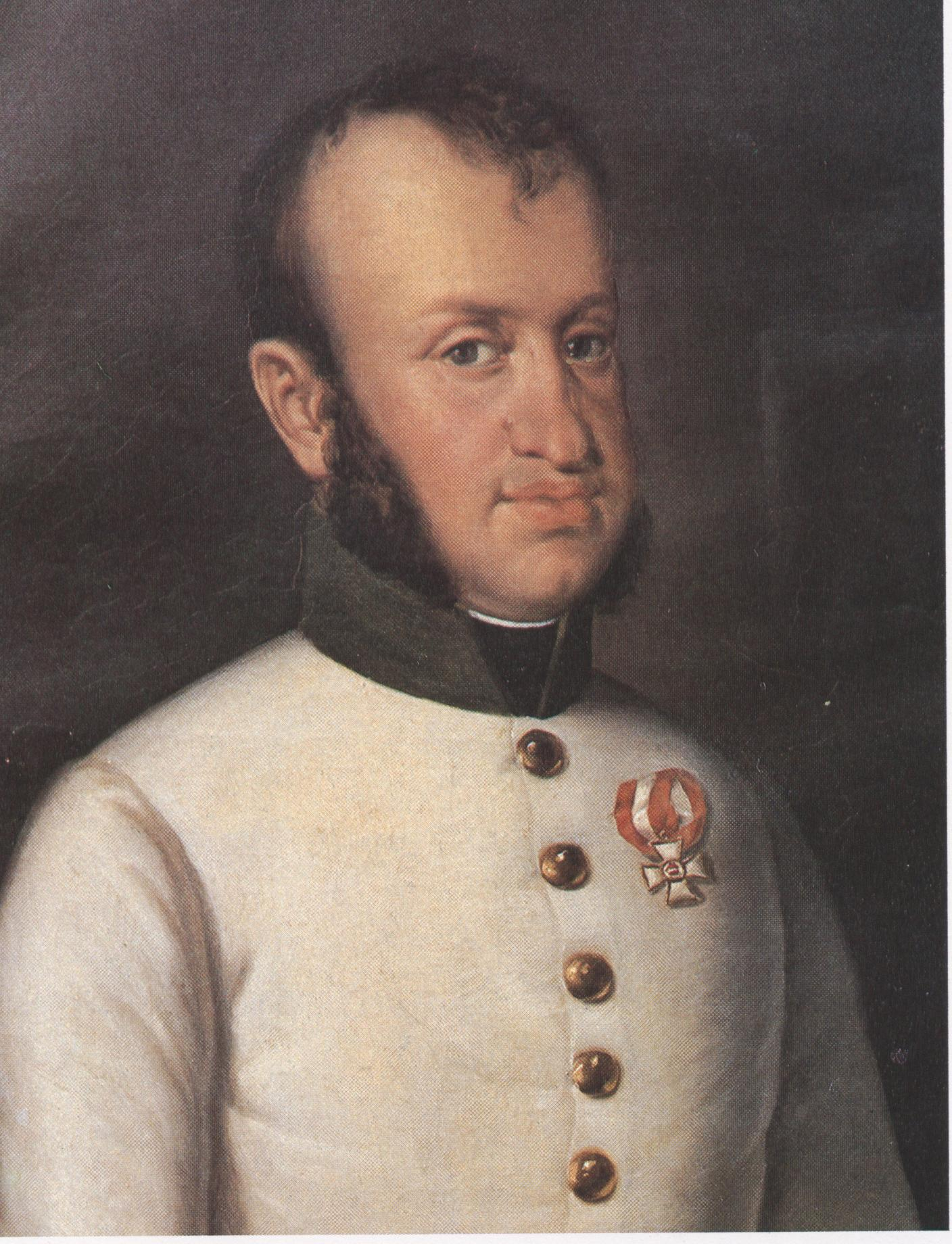
Christian Ludwig zu Leiningen-Westerburg-Neuleiningen, um 1810, als Maria-Theresien-Ritter

Christian Ludwig Graf zu Leiningen-Westerburg-Neuleiningen, Taufname Christian Ludwig Alexander (* 6. April 1771 in Grünstadt, Pfalz; † 20. Februar 1819 in Arad (Rumänien), damals Königreich Ungarn), war ein österreichisch-ungarischer Oberst und Ritter des Militär-Maria-Theresien-Ordens (höchster österreichischer Tapferkeitsorden).

## Leben

### Familie und Herkunft

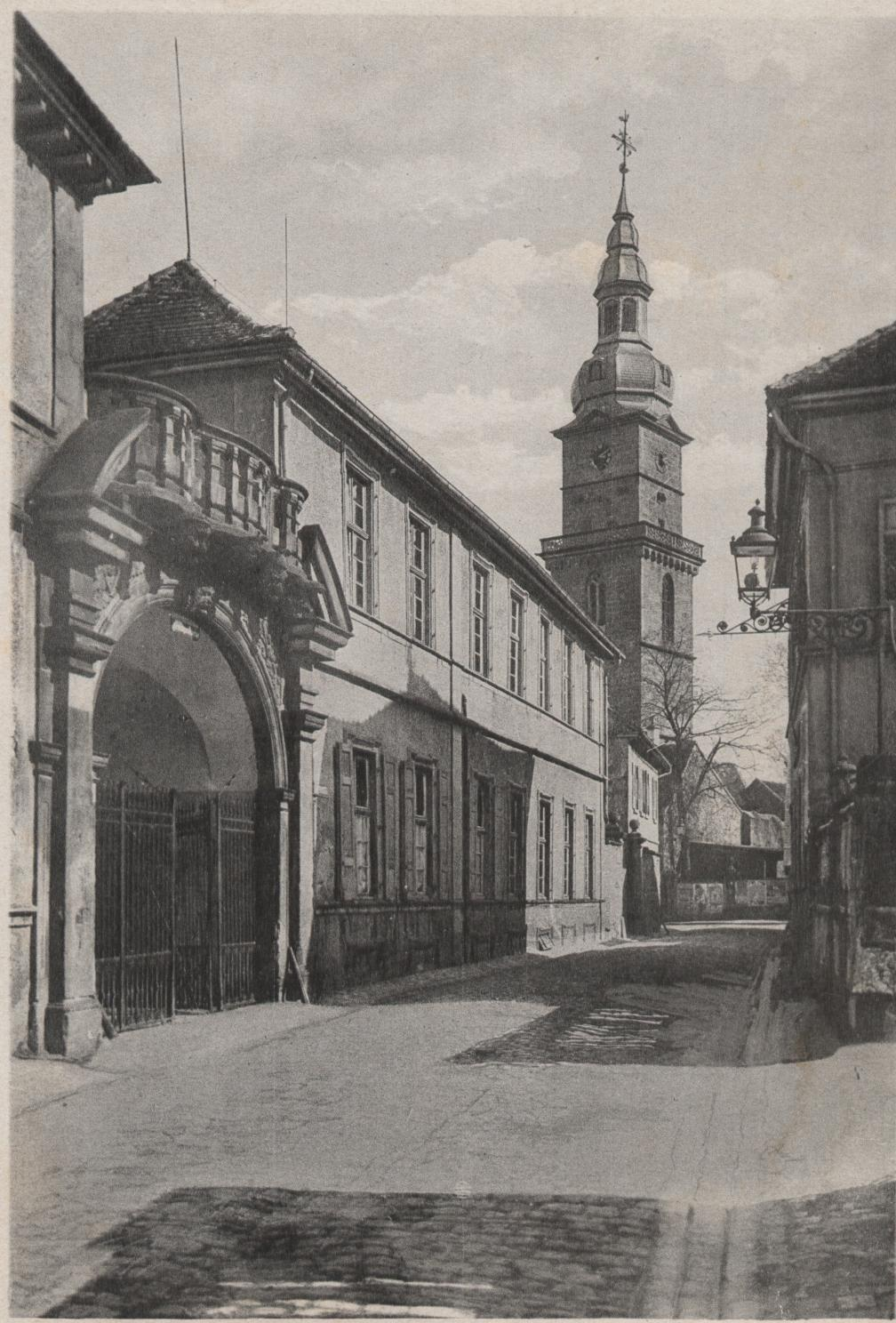
Schloss „Oberhof“ in Grünstadt, ca. 1910; Geburts- und Wohnhaus von Graf Christian Ludwig zu Leiningen-Westerburg-Neuleiningen.

Christian Ludwig wurde als Spross des pfälzischen Adelsgeschlechtes Leiningen in dessen Residenz Grünstadt geboren. Dort besaß sowohl der Altleininger Zweig als auch der Neuleininger Zweig des Grafenhauses Leiningen-Westerburg je ein Schloss in unmittelbarer Nachbarschaft zueinander und sie übten auch abwechselnd die Regierungsgewalt in dem kleinen Ländchen aus. Christian Ludwig ist als Angehöriger der Neuleininger Linie des Hauses, im Schloss „Oberhof“ (heute Neugasse 2) geboren und aufgewachsen. Seine Eltern waren Graf Carl II. Gustav Reinhard Woldemar zu Leiningen-Westerburg-Neuleiningen (1747–1798) und dessen Gattin Philippine Auguste, Wild- und Rheingräfin zu Salm, aus Grumbach (1737–1792).
Sein Bruder August Georg zu Leiningen-Westerburg-Neuleiningen und er selbst waren als nachgeborene Söhne des regierenden Grafen für eine militärische Karriere bestimmt; ihr ältester Bruder Ferdinand Karl III. folgte dem 1798 verstorbenen Vater als regierender Graf nach, konnte aber die Herrschaft praktisch nicht mehr ausüben, da die Grafschaft Leiningen ab 1797 französisch besetzt war und von 1801 bis 1815 als Teil des Departements du Mont-Tonnerre auch formell zu Frankreich gehörte. Danach wurde der Kleinstaat nicht wieder restauriert und ging im Pfalzkreis des Königreichs Bayern auf.

### Österreichischer Offizier
Während der Bruder August Georg zunächst im holländischen bzw. im französischen Heer diente und erst 1792 in die österreichische Armee eintrat, tat der jüngere Christian Ludwig dies schon 1790. In jenem Jahr wurde er Leutnant im österreichischen Infanterie-Regiment „Bender“ Nr. 41. Das Biographische Lexikon des Kaiserthums Österreich, von Constantin von Wurzbach, Wien 1865, konstatiert, dass Christian Ludwig zu Leiningen-Westerburg-Neuleiningen, ebenso wie sein Bruder August Georg, „bei vielen Gelegenheiten Beweise seiner Unerschrockenheit und ausgezeichneter Tapferkeit“ gab. Bei der Belagerung von Mainz rettete er am 18. Juli 1793 als Oberleutnant ein Pulvermagazin vor der drohenden Explosion. Als Hauptmann führte er 1796 bei Lauterbach (Hessen), Freiwillige über die Berge in den Rücken der Franzosen und griff sie unerwartet an. Hierbei wurde er schwer verwundet. Beim Angriff auf Graubünden 1799 erbeutete Graf Leiningen mit Unterstützung von Tiroler Landesschützen zwei französische Kanonen, fünf Munitionswagen sowie viele Gewehre und reichlich Munition. 1805 avancierte der Pfälzer zum Major.
1809 unterstützte er als Oberstleutnant im 26. Infanterie-Regiment den Tiroler Volksaufstand gegen Bayern und Frankreich. Das „Themenportal 1809“ der Autonomen Provinz Bozen hält in einem Gedenkeintrag über den Pfälzer Prinzen fest: „Graf Leiningen-Westerburg kämpfte aus tiefer innerer Überzeugung heraus für die Befreiung Tirols aus bayerischer Herrschaft.“ Joseph von Hormayr berichtet diesbezüglich in seinem Buch Geschichte Andreas Hofer's, Sandwirths aus Passeyr, Oberanführers der Tyroler, im Kriege von 1809, Brockhaus Verlag Leipzig, 1817 (Seite 118), dass Graf Leiningen „anfing, der Liebling der Tyroler zu werden  und insbesondere dem Sandwirth Hofer persönlich ungemein zusagte“ Etwas unschmeichelhaft und von deutlichem Neid wegen eigener fehlender Popularität getrieben, charakterisiert Hormayr den Pfälzer später mit folgenden Worten:

„Rauhe Tapferkeit, ein bramarbasierendes Wesen, die Gewohnheit das Unmögliche zu versprechen und jeden als Verräther und Feigen verdächtig zu machen, der sich heraus nahm den Hang zur Unordnung etwas zu zügeln; eine Politik zu leben und leben zu lassen, machte Leiningen zum Abgott der niederen Volksmassen und seiner Truppe.“

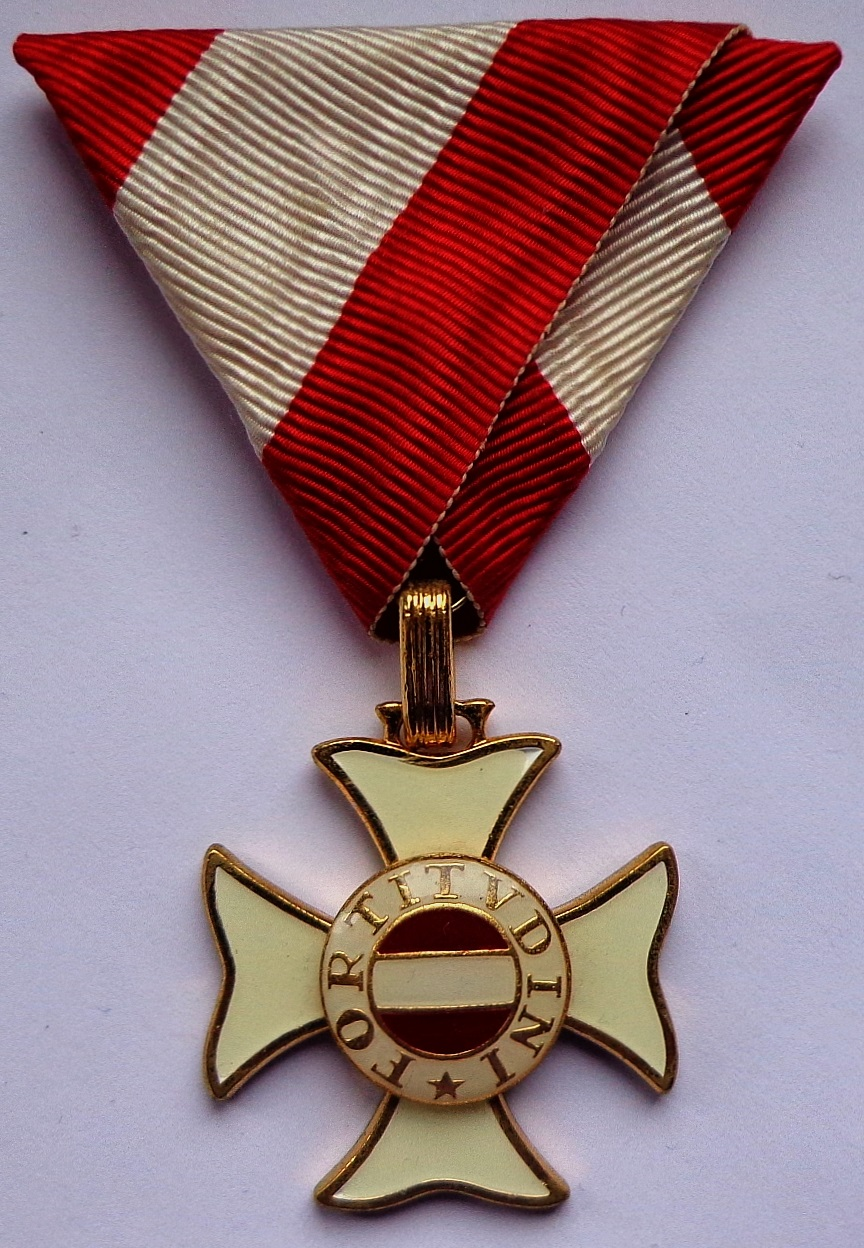
Ritterkreuz des Militär-Maria-Theresien-Ordens

Für den 24. April 1809 war von Feldmarschallleutnant Johann Gabriel von Chasteler der österreichische Angriff auf Trient festgesetzt worden. Christian Ludwig von Leiningen sollte mit seinem Kontingent eine gewaltsame Erkundung durchführen, um über den feindlichen Truppenstand informiert zu sein; sie begann am 20. April. Schon während dieser Erkundung verwickelte Leiningen die Franzosen in ständige Gefechte, so dass sie bereits am 22. April – also zwei Tage vor der geplanten Schlacht – Trient räumten. Graf Leiningen ergriff sofort die Initiative und besetzte die Stadt selbstständig. Aus der sicheren Festung heraus ließ er seine relativ geringen Kräfte guerillaartige Angriffe in der Umgebung ausführen, um den Gegner zu binden. Hiervon ist besonders der Überfall auf Bassano del Grappa, am 3. Juni 1809 erwähnenswert. Bei diesen Scharmützeln kam wiederholt Andreas Hofer persönlich mit seinen Männern dem von ihm geschätzten Grafen Leiningen zu Hilfe. Die Franzosen wollten Leiningen mit seiner kleinen Schar wieder aus Trient vertreiben. Als dies bekannt wurde, sammelten sich am 9. Juni 1809 in Lavis 13 Kompanien Tiroler Schützen und rückten gegen Trient vor. Christian Ludwig zu Leiningen unternahm mit seiner Truppe gleichzeitig einen Ausfall aus der Festung, wodurch sich die Feinde zum Abbruch der Aktion und zum fluchtartigen Abzug über Rovereto nach Ala genötigt sahen.
Auch in den folgenden Wochen leistete Graf Christian Ludwig zu Leiningen bei der Verteidigung und Erhaltung von Tirol wertvolle Dienste. In Anerkennung seiner vielfach bewiesenen Tapferkeit im Kampf um die Befreiung Tirols wurde er schließlich laut Armeebefehl vom 25. August 1809 mit dem Ritterkreuz des Militär-Maria-Theresien-Ordens, der höchsten österreichischen Tapferkeitsauszeichnung belohnt. Außerdem erhielt er im Oktober 1809 seine Ernennung zum Oberst.

### Garnisonskommandant und Geheimaktivist
Nach dem Friedensdiktat von Schönbrunn, durch welches man Ende 1809 Tirol opferte und Österreich unter schmerzlichen Verlusten zum Verbündeten Frankreichs machte, gab der österreichische Kaiser seine Tochter Marie-Louise dem Sieger Napoleon Bonaparte zur Frau. Christian Ludwig zu Leiningen wurde Regimentskommandant in Klagenfurt. Viele Patrioten sahen die neue Politik der Freundschaft mit Frankreich als „schändlich“ an. Dazu gehörte auch Graf Leiningen. 1810 spann er illegale Kontakte zu englischen Agenten und erbot sich als Anführer für eine „allseitige Aufstandsbewegung“. Französische Spionage deckte die Angelegenheit frühzeitig auf und man informierte Minister Metternich darüber. Dieser ließ Leiningen am 13. Januar 1811 in Klagenfurt ablösen. Zum 1. August 1811 trat er aus dem österreichischen Heer aus; 1812 kam es zum Briefwechsel zwischen dem Pfälzer Grafen und dem Zaren von Russland. Leiningen wollte bis zu 60.000 Mann aufbieten, um sie vom Süden her in den Rücken der gegen Russland aufmarschierenden napoleonischen Armee zu führen, wozu ihm der Russenherrscher einen Anfangsbetrag von 3000 Gulden übersandte um Leute anzuwerben. Daraufhin verbannte man den hochdekorierten Offizier an die ungarische Ostgrenze des Reiches, wo er unter geheimpolizeilicher Bewachung stand und das Vorhaben nicht ausführen konnte.

### Privatmann, Tod und Nachkommen

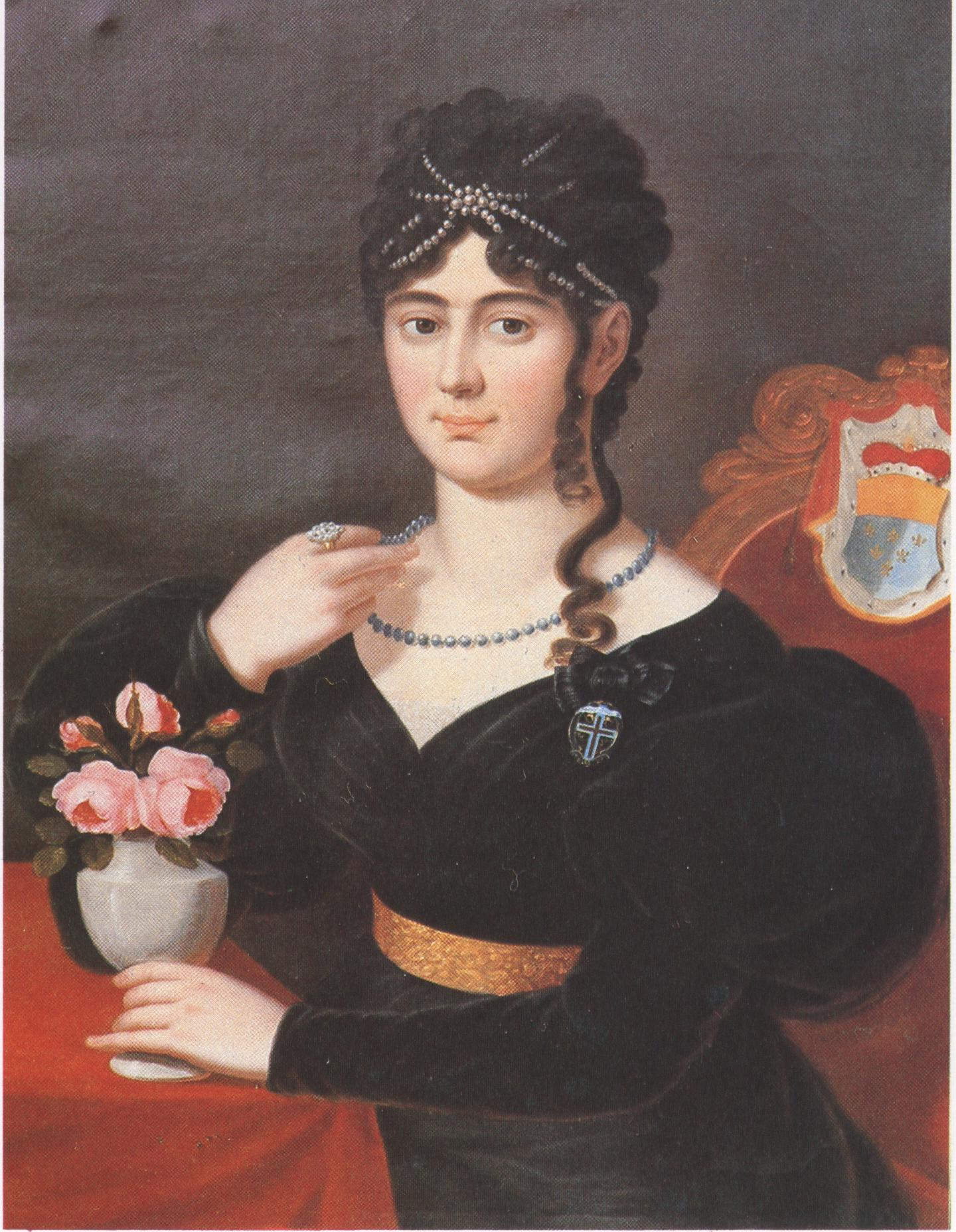
Christian Ludwigs Frau, Seraphina Franziska geb. Gräfin von Porcia, mit der höchsten österreichischen Damendekoration, dem Sternkreuzorden, welche etwa dem männlichen Kammerherrentitel entsprach.

Ab Oktober 1812 lebte Graf Christian Ludwig zu Leiningen als Privatmann in Arad. Er heiratete am 8. April 1809 die Gräfin Seraphina Franziska von Porcia aus Venedig. Seine Frau starb 1817, er selbst schon 1819. Ihre beiden Kinder Christian Franz Seraph (1812–1856) und Seraphine Franziska Barbara (1810–1874) blieben als Vollwaisen zurück und wurden vom Onkel August Georg zu Leiningen-Westerburg-Neuleiningen und dessen Frau erzogen.
Obwohl die Leininger, wie viele andere deutsche Kleinfürsten ihre tatsächlichen Herrschaften verloren hatten, blieben sie dennoch als Standesherren – ohne Regierungsgewalt – den regierenden Fürsten nahezu gleichgestellt. Der Wiener Onkel, August Georg zu Leiningen-Westerburg-Neuleiningen war als Familienoberhaupt Erbe der Standesherrschaft geworden. Diese bestand jedoch nur noch im Umkreis der Westerburg, einem der Familienstammsitze auf rechtsrheinischem Gebiet. Deshalb nannte er sich zusätzlich auch „Herr der Grafschaft Westerburg im Herzogtum Nassau“ und führte als Haupt einer ehemals reichsgräflichen Familie den Titel „Erlaucht“.
Christian Ludwigs Sohn Christian Franz Seraph avancierte – wie der ihn erziehende Onkel August Georg – zum Feldmarschallleutnant im österreichischen Heer, verstarb jedoch schon 1856. Seraphine Franziska Barbara folgte ihrem verstorbenen Bruder, der den kinderlosen Onkel als leiningischer Standesherr mit dem Titel „Erlaucht“ und einem Sitz in der 1. Kammer der Landstände des Herzogtums Nassau beerbt hatte, in dessen Rechten nach. Sie residierte viele Jahre in Schloss Westerburg, als Wohltäterin der katholischen Kirchengemeinde und politikinteressierte, resolute „Landesmutter“. Als sie 1874 ihren Tod nahen fühlte, ging sie zurück nach Österreich, wo sie kurz darauf in Innsbruck verstarb und beigesetzt wurde. Mit ihr erlosch der Nassauer Hauptzweig der Grafen von Leiningen-Westerburg-Neuleiningen; alle seine Rechte und Güter fielen an die Linie Leiningen-Westerburg-Altleiningen. Die Bayerische Nebenlinie der Leiningen-Westerburg-Neuleininger starb erst 1956 mit Professor Wilhelm zu Leiningen-Westerburg-Neuleiningen aus.